# Turnback Canyon
Turnback Canyon är en kanjon i Kanada.   Den ligger i provinsen British Columbia, i den västra delen av landet, 4 300 km väster om huvudstaden Ottawa. Turnback Canyon ligger 333 meter över havet.
Terrängen runt Turnback Canyon är bergig österut, men västerut är den kuperad. Turnback Canyon ligger nere i en dal. Trakten runt Turnback Canyon är nära nog obefolkad, med mindre än två invånare per kvadratkilometer.. Det finns inga samhällen i närheten.
Trakten runt Turnback Canyon består i huvudsak av gräsmarker.